# 光明寺 (平塚市)
光明寺（こうみょうじ）は、神奈川県平塚市にある天台宗の寺院。山号は金目山（かなめさん）。本尊は聖観世音菩薩で、金目観音とも称される。坂東三十三観音第7番札所である。
本尊真言：おん あろりきゃ そわか
ご詠歌：なにごともいまはかなひの観世音 二世安楽とたれか祈らむ

## 歴史
伝承によれば702年（大宝2年）に海女が海中から観音像を得たという。その後道儀上人が一宇を建立しこの観音像を安置したのが光明寺の始まりという。
中世には源頼朝の帰依を得、寺領も寄進されている。江戸時代には江戸幕府の帰依を得、1697年（元禄10年）に伽藍が復興されている。明治初期には一時衰退したが、近年復興された。

## 文化財

### 重要文化財（国指定）
- 本堂内厨子（附:木造聖観音立像）
室町時代、1498年（明応7年）の造営。典型的な禅宗様式の一間厨子である[4]。内部に本尊聖観音像を安置する。前立（まえだち）の聖観音像の胎内銘から造営年代が判明する。前立聖観音像は参考資料として重要文化財の附（つけたり）指定となっている。

### 神奈川県指定重要文化財
- 光明寺観音堂
1498年（明応7年）に造営された本格的密教本堂形式の観音堂[4]。
- 木造金剛力士立像
吽形像左脚内刳面の墨書銘から14世紀頃の造立と推定される[4]。
- 光明寺銅鐘
南北朝鐘の特徴をよく表しており観音堂内陣に保管されている[4]。

### 平塚市指定重要文化財
- 木造聖観音立像
本尊で60年に一度寅年に開帳される[4]。
- 木造観音三十三応現身立像
明応7年（1498年）の彩色銘があるが、修理時のものと考えられ、室町時代初期の造立と推測されている[4]。
- 仁王門
金目観音堂二王門[4]。元禄11年（1698年）修理の墨書があり、発見された部材から室町時代末期の建築とみられる[4]。
- 光明寺古文書
- 光明寺縁起書

## 交通
- 小田急小田原線秦野駅から神奈川中央交通バスで金目駅下車、徒歩2分
  - [平71][平74]平塚駅北口行

## 前後の札所
坂東三十三観音
6 長谷寺 (厚木市)　--　7 光明寺　--　8 星谷寺